# نه می‌توانم با تو باشم، نه بدون تو
« نه می‌توانم با تو باشم، نه بدون تو» (به انگلیسی: Can't Live with You, Can't Live Without You) تک‌آهنگی از هنرمند اهل کانادا ، سلین دیون است که در ۱۰ ژوئیه ۱۹۸۹ منتشر شد.